# Sylvia Stave
Sylvia Rosa Agneta Stave, nombre de nacimiento Sylvia Gadd, (Växjö, 25 de mayo de 1908-París, 28 de octubre de 1994) fue una platera e ilustradora sueca que estuvo activa hasta 1940. Después de exponer con éxito en la Exposición de Estocolmo de 1930, fue nombrada artista principal en la Hallbergs Guldsmeds AB, una gran empresa de joyería con más de 600 empleados y con fábrica en Estocolmo. En los años siguientes recibió buenas críticas por los artículos expuestos en Suecia y en el extranjero y sus diseños de artículos de uso cotidiano fueron adoptados por Hallbergs para la producción en masa. Años después de asistir a la Escuela de Bellas Artes de París (1937-1939), contribuyó con obras a Hallbergs por última vez. En 1940 se casó con el médico francés René Agid y se mudó a París, momento en el que abandonaría su actividad como diseñadora. Muchas de sus obras están expuestas en la colección permanente del Museo Nacional de Estocolmo.

## Trayectoria
Nacida en Växjö el 25 de mayo de 1908, Sylvia Gadd era hija de Jean Christer Gadd y Agnes Constance Elisabet Stave. En sus primeros años se mudó junto a su madre y hermana a Falkenberg. Posteriormente, vivió con su padre y la mujer de este, para finalmente, con 21 años, trasladarse a Estocolmo, adoptando el apellido de su madre, quién se había vuelto a casar. Es en este momento cuando adopta su apellido materno. Allí asistió a la Escuela Superior de Artes, Oficios y Diseño sin completar su curso, ya que en 1929 fue contratada por Hallbergs, donde continuó su formación.

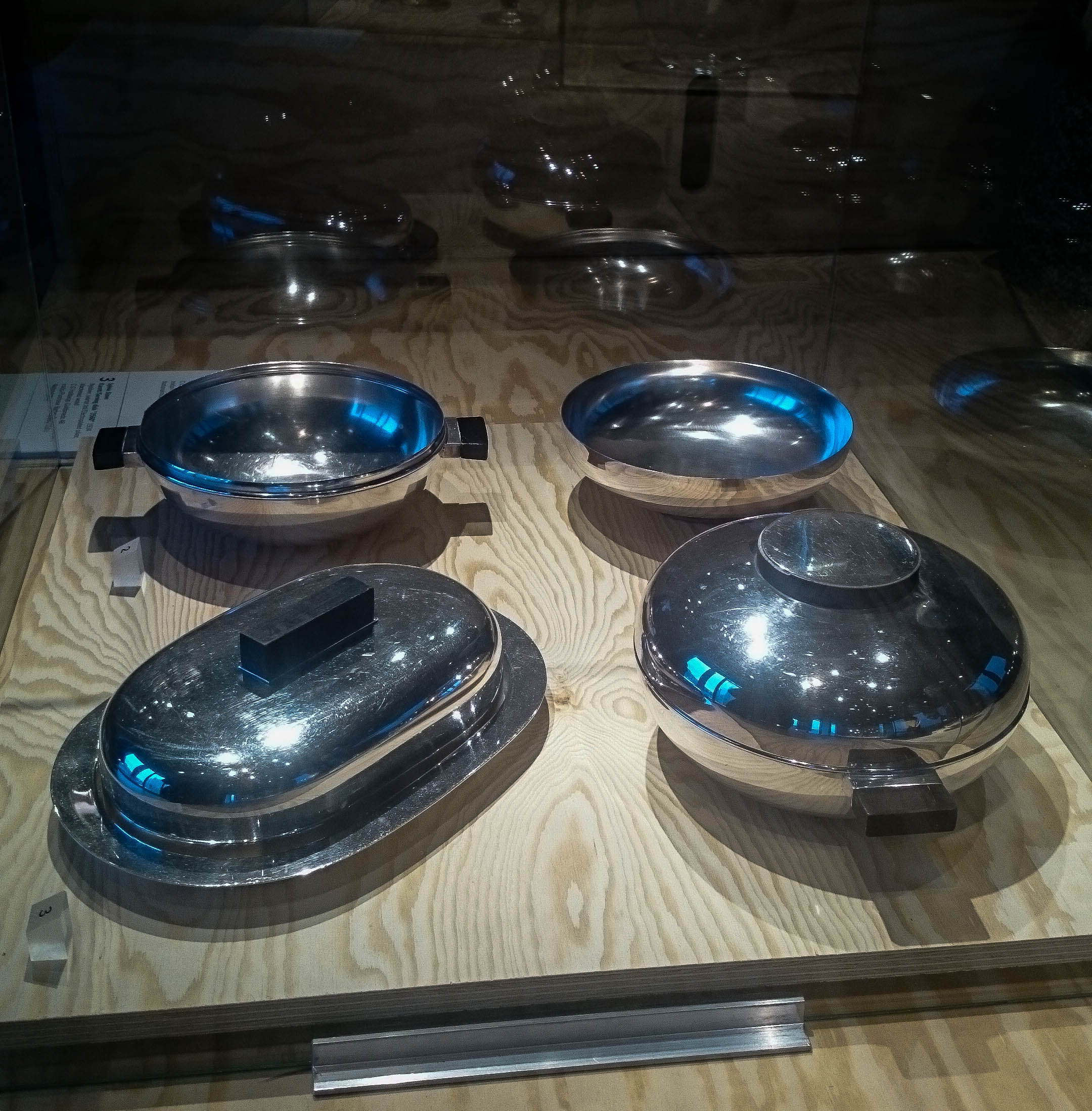
Diseños de Sylvia Stave en el Museo Nacional de Estocolmo

En 1930 participó en la Exposición de Estocolmo con  un tablero de ajedrez de peltre y ébano y un barril de plata esmaltada. Con solo 23 años, la empresa Hallbergs, con más de 600 trabajadores, la nombró directora artística.
Durante la década de 1930 presentó sus diseños a numerosas exposiciones, recibiendo buenas críticas en la prensa. Uno de los más importantes fue en los grandes almacenes NK de Estocolmo, donde presentó sus creaciones junto a las de los consagrados diseñadores Folke Arström y Rolf Engströmer. También expuso en el extranjero, en Chicago (1933), Nueva York, Londres y Leipzig (1934) y París (1937). A diferencia de los artículos producidos en serie de Hallbergs, sus diseños se centraron en creaciones mucho más exclusivas y vanguardistas en plata y peltre, a menudo en plata galvanizada, muy popular en la época. Entre sus creaciones se encuentran un juego de café en forma de esfera con mangos de madera y una coctelera que fue comercializado por la empresa italiana Alessi en 1989. También diseñó artículos para producción en masa, incluidos platos, cuencos, barriles, jarras y menaje de cocina. Destacó especialmente por la realización de una placa de plata conmemorativa de gran tamaño de la empresa naviera noruega Wilh. Wilhelmsen con motivo de su 75º aniversario en 1936.
En 1937, Stave representó a Hallbergs en la Exposición Mundial de París. Fue admitida en la Escuela de Bellas Artes, donde estudió durante los dos años siguientes. En 1939, al regresar a Suecia, trabajó de nuevo para Hallbergs. Esta sería su última contribución, ya que en 1940 se casó con el médico francés René Agid y se instaló con él en París. Abandonó sus actividades de diseño y vivió el resto de su vida dedicándose a tareas domésticas.
Sylvia Stave murió en París el 28 de octubre de 1994. Muchas de sus obras están incluidas en la colección permanente del Museo Nacional de Suecia.